# The Lost City of Z
The Lost City of Z är en amerikansk långfilm från 2016 skriven och regisserad av James Gray, baserad på boken med samma namn från 2009 av David Grann. Filmen berättar om verkliga händelser kring den brittiska upptäcktsresanden Percy Fawcett som skickades till Bolivia för att försöka hitta en gammal förlorad stad i Amazonområdet och försvann 1925 tillsammans med sin son på en expedition. I rollerna finns Charlie Hunnam som Fawcett  tillsammans med Robert Pattinson som hans medutforskare Henry Costin och Sienna Miller som hans fru Nina Fawcett.
Filmen hade världspremiär 15 oktober 2016 på New York Film Festival.

## Rollista
- Charlie Hunnam - Percy Fawcett
- Robert Pattinson - Korpral Henry Costin
- Sienna Miller - Nina Fawcett
- Tom Holland - Jack Fawcett
- Angus Macfadyen - James Murray
- Ian McDiarmid - Sir George Goldie
- Franco Nero - Baron de Gondoriz
- Harry Melling -William Barclay
- John Sackville - Simon Beauclerk
- Adam Bellamy - Cecil Gosling
- Daniel Huttlestone - Brian Fawcett